# Wybory do Parlamentu Europejskiego w Grecji w 2004 roku
Wybory do Parlamentu Europejskiego w Grecji w 2004 roku zostały przeprowadzone 13 czerwca 2004. Grecy wybrali 24 przedstawicieli do Parlamentu Europejskiego VI kadencji (o 1 mniej niż w poprzednich wyborach). Frekwencja wyborcza wyniosła 63,22%.

## Wyniki wyborów
| Lista wyborcza                   | Głosy     | %     | Mandaty |
| -------------------------------- | --------- | ----- | ------- |
| Nowa Demokracja                  | 2 633 574 | 43,01 | 11      |
| Ogólnogrecki Ruch Socjalistyczny | 2 083 327 | 34,02 | 8       |
| Komunistyczna Partia Grecji      | 580 396   | 9,48  | 3       |
| Sinaspismos                      | 254 447   | 4,16  | 1       |
| Ludowe Zgromadzenie Prawosławne  | 252 429   | 4,12  | 1       |
| Głosy nieważne i puste           | 161 005   | –     | –       |
| Razem                            | 6 283 637 |       | 24      |

Żadna z pozostałych 18 list wyborczych nie przekroczyła progu 1% głosów.